# Resolución 287 del Consejo de Seguridad de las Naciones Unidas
La resolución 287 del Consejo de Seguridad de las Naciones Unidas, adoptada por unanimidad el 10 de octubre de 1970, después de examinar la solicitud de Fiyi para la membresía en las Naciones Unidas, el Consejo recomendó a la Asamblea General que Fiyi fuese admitida.